# Nacho Vidal
Nacho Vidal, pseudonimo di Ignacio Jordà González (Mataró, 30 dicembre 1973), è un ex attore pornografico e regista pornografico spagnolo.

## Biografia
È nato a Mataró (Catalogna), ma in gioventù si trasferì a Valencia, dove una parte della sua famiglia ha avuto origine. I suoi parenti erano benestanti, ma a causa del crollo del mercato azionario del 1987 finirono per perdere tutto.
A 14 anni lasciò la scuola e iniziò a lavorare per aiutare la famiglia. Da adolescente ha fatto parte di una band punk e ha praticato pugilato, avendo però contatti con il mondo della droga. Ha fatto parte della Legione spagnola a Melilla.
Il diminutivo che utilizza attualmente, Nacho, è la forma abbreviata del nome Ignacio.

## Carriera
Nel 1994 iniziò a lavorare nel club porno Bagdad di Barcellona, dove si esibiva eseguendo dal vivo atti sessuali insieme alla sua ragazza, Sara Bernat, per aiutarla ad uscire dal mondo della prostituzione.
In quegli anni venne introdotto al mondo del cinema porno dal regista José María Ponce, per poi venire lanciato da Rocco Siffredi come attore nel 1998.
È comparso anche in film e programmi TV tradizionali spagnoli, tra cui la serie televisiva Los simuladores ed i film Va a ser que nadie es perfecto, El Alquimista Impaciente e Impávido. 
Nel 2019 annuncia ufficialmente il suo ritiro dal mondo della pornografia in quanto affetto da artrite reattiva. Ha partecipato a più di 600 film e ne ha prodotti circa 180 durante i suoi oltre 20 anni di carriera cinematografica.

## Controversie e procedimenti giudiziari

### Accuse di riciclaggio di denaro ed evasione fiscale
Il 16 ottobre 2012 è stato arrestato dalla polizia spagnola insieme alla sorella, María José Jordá González a Barcellona poiché sospettato di essere coinvolto nel riciclaggio di denaro e nell'evasione fiscale per conto della criminalità organizzata cinese. Il 19 ottobre dello stesso anno, il giudice della Corte nazionale Fernando Andreu ha accettato la tesi difensiva dei suoi legali, ritenendolo non in pericolo di fuga poiché aveva firmato un contratto per partecipare a un reality show nei tre mesi successivi e lo ha rilasciato senza cauzione.

### Omicidio colposo del fotografo di moda José Luis Abad
Il 4 giugno 2020 è stato arrestato con l'accusa di omicidio colposo e di violazione delle leggi sulla salute pubblica insieme ad altre due persone dalla Guardia Civil poiché nel luglio 2019 avrebbe dato, come parte di un rito sciamanico, al fotografo di moda José Luis Abad un veleno ottenuto dal rospo bufo; nel corso di tale rito Abad sarebbe deceduto per un infarto miocardico senza ricevere assistenza medica. Tutti e tre gli indagati sono stati poi liberati su cauzione.

### Denuncia per guida senza patente
Il 5 ottobre 2020 viene denunciato poiché viaggiava alla guida della sua auto sbandando da un lato all'altro lungo le strade di Valencia. Fermato dalla polizia in stato confusionale, dopo essere stato sottoposto ad accertamenti tossicologici è risultato essere sotto effetto di una sostanza psicotropa, che a suo avviso gli sarebbe stata sciolta nel bicchiere nel corso di una festa con alcune ragazze a cui aveva partecipato. Dopo essere stato denunciato a piede libero dalla polizia ha fatto quindi rientro nella propria abitazione.

## Vita privata
Nel 2005 ha avuto una figlia dall'attrice venezuelana Rosa Castro Camacho; la donna in più occasioni ha affermato che egli le avrebbe reso la vita impossibile e di aver vissuto la gravidanza più orribile del mondo. Dal matrimonio con l'attrice pornografica colombiana Franceska Jaimes celebratosi nello stesso anno, ha avuto inoltre altri due figli; la coppia ha ufficialmente divorziato nel 2015.

## Filmografia parziale

### Attore
- Gore X (1997)
- Salome (1997)
- Vocazione Anale (1997)
- Bimbo Bangers From Barcelona (1998)
- Eva più che mai (1998)
- Higos maduros, nabos duros (1998)
- Please 1: Let's Get Fucked (1998)
- Rocco Never Dies: the End (1998)
- Vampira (1998)
- 18 and Nasty 10 (1999)
- 18 and Nasty 8 (1999)
- Asian Street Hookers 5 (1999)
- Asian Street Hookers 6 (1999)
- Behind the Scenes 1 (1999)
- Buttman and Rocco's Brazilian Butt Fest (1999)
- Buttman's Anal Show 1 (1999)
- Caught in the Act (III) (1999)
- Cumback Pussy 21 (1999)
- Cumback Pussy 23 (1999)
- Cumback Pussy 24 (1999)
- Cumback Pussy 25 (1999)
- Doncella Caliente (1999)
- Fresh Meat 7 (1999)
- Fresh Meat 8 (1999)
- Gallery of Sin 1 (1999)
- H.T.'s Black Street Hookers 27 (1999)
- Hot Latin Pussy Adventures 1 (1999)
- Initiation of Jazmine (1999)
- Jazmine's DP Party (1999)
- Joey Silvera's Fashion Sluts 12 (1999)
- Lips And Ass (1999)
- My Girlfriend Silvia Saint (1999)
- Nasty Nymphos 25 (1999)
- Nasty Nymphos 26 (1999)
- Naughty College School Girls 3 (1999)
- Naughty College School Girls 4 (1999)
- North Pole 7 (1999)
- Pasion espanola (1999)
- Peccati Originali (1999)
- Pickup Lines 44 (1999)
- Please 2: Let's Get Fucked In Brazil (1999)
- Please 3: The Asian Manifest (1999)
- Please 4: It's A Dog's Life (1999)
- Please 5: Fireworks! (1999)
- Please 6: Quick Service Girls (1999)
- Pompiere (1999)
- Pornological 4 (1999)
- Rocco: Animal Trainer 1 (1999)
- Rocco: Animal Trainer 2 (1999)
- Rocco's Initiations 1 (1999)
- Rocco's Initiations 2 (1999)
- Rocco's True Anal Stories 6 (1999)
- Rocco's True Anal Stories 8 (1999)
- Rocco's True Anal Stories 9 (1999)
- Taxi Hard (1999)
- Tera Patrick AKA Filthy Whore 1 (1999)
- Ultimate Guide to Anal Sex for Women 1 Part 1 (1999)
- Ultimate Guide to Anal Sex for Women 1 Part 2 (1999)
- Up And Cummers 62 (1999)
- Up And Cummers 75 (1999)
- Voyeur 14 (1999)
- When Rocco Meats Kelly 2 (1999)
- Angel Dust (2000)
- Art Of Seduction (2000)
- Asian Street Hookers 11 (2000)
- Asian Street Hookers 14 (2000)
- Ass Quest 2 (2000)
- Behind the Scenes 3 (2000)
- Behind the Scenes 7 (2000)
- Blowjob Adventures of Dr. Fellatio 26 (2000)
- Buttman's Anal Divas 1 (2000)
- Buttman's Face Dance Obsession (2000)
- Buttwoman 2000 (2000)
- Buttwoman Iz Bella (2000)
- Buttwoman vs. Buttwoman (2000)
- Cellar Dweller 3 (2000)
- Champion (2000)
- Chi Dorme Non Piglia Fregna (2000)
- Cum Covered 3 (2000)
- Cumback Pussy 28 (2000)
- Cumback Pussy 29 (2000)
- Cumback Pussy 33 (2000)
- Cumback Pussy 36 (2000)
- Ethnic Cheerleader Search 4 (2000)
- Fashion (2000)
- Fetish (2000)
- Gothix (2000)
- Head Trip (2000)
- Hot Latin Pussy Adventures 10 (2000)
- Hot Latin Pussy Adventures 11 (2000)
- Hot Latin Pussy Adventures 2 (2000)
- Hot Latin Pussy Adventures 3 (2000)
- Hot Latin Pussy Adventures 4 (2000)
- Hot Latin Pussy Adventures 5 (2000)
- Hot Latin Pussy Adventures 7 (2000)
- Hot Latin Pussy Adventures 8 (2000)
- Hot Latin Pussy Adventures 9 (2000)
- Italian Flair (2000)
- Joey Silvera's Fashion Sluts 13 (2000)
- Joey Silvera's Fashion Sluts 14: Lost Whores (2000)
- Killer Pussy 1 (2000)
- Killer Pussy 2 (2000)
- Killer Pussy 3 (2000)
- Killer Pussy 4 (2000)
- Killer Pussy 5 (2000)
- Nasty Nymphos 28 (2000)
- Naughty College School Girls 6 (2000)
- Naughty College School Girls 7 (2000)
- North Pole 14 (2000)
- Panty Hoes 2 (2000)
- Pickup Lines 54 (2000)
- Please 10: Angels and Whores (2000)
- Please 11: Sexual Superstars (2000)
- Please 7: Start Fucking! (2000)
- Please 8: Pipe Cleaning Service (2000)
- Please 9: Sex Warz (2000)
- Pornological 5 (2000)
- Private Penthouse 3: Dangerous Things 1 (2000)
- Private Penthouse 4: Dangerous Things 2 (2000)
- Private XXX 12: Sex, Lust And Video-tapes (2000)
- Puritan Magazine 24 (2000)
- Pussyman's International Butt Babes 1 (2000)
- Rocco Ravishes Prague 2 (2000)
- Rocco's Initiations 3 (2000)
- Rocco's Sexual Superstars (2000)
- Rocco's True Anal Stories 10 (2000)
- Rocco's True Anal Stories 11 (2000)
- Rocco's True Anal Stories 12 (2000)
- Rocco's True Anal Stories 13 (2000)
- Shane's World 22: Scavenger Hunt (2000)
- Shane's World 23: Keg Party (2000)
- Shane's World 26: Toga Party (2000)
- Six Degrees Of Seduction 2 (2000)
- Sky's Day Off (2000)
- Slut Woman 2 (2000)
- Sodomania 34 (2000)
- Tushy Girl Lost (2000)
- Up And Cummers 79 (2000)
- Video Adventures of Peeping Tom 22 (2000)
- XXXtreme Fantasies Of Jewel De'Nyle (2000)
- 110% Natural 1 (2001)
- 18 and Nasty 16 (2001)
- 18 and Nasty 17 (2001)
- 18 and Nasty 22 (2001)
- 18 and Nasty 23 (2001)
- 18 and Nasty 26 (2001)
- Adolescentes con senos turgentes (2001)
- All About Ass 2 (2001)
- Anal Addicts 4 (2001)
- Asses Galore 15 (2001)
- Bombones banados de leche 2 (2001)
- Buttman's Anal Show 3 (2001)
- Buttman's Bend Over Babes 5 (2001)
- Buttman's Butt Freak 3 (2001)
- Daniela Profondamente Troia (2001)
- Erotic Stories (2001)
- G-Man Tempesta Perfetta (2001)
- Hardcore Innocence 1 (2001)
- Hardcore Innocence 2 (2001)
- Hardcore Innocence 3 (2001)
- Hardcore Innocence 4 (2001)
- Hot Latin Pussy Adventures 12 (2001)
- Hot Latin Pussy Adventures 14 (2001)
- Hot Latin Pussy Adventures 18 (2001)
- Hot Latin Pussy Adventures 19 (2001)
- Immature Encounters 2 (2001)
- In-flight Fantasies (2001)
- Kelly's Way To Love (2001)
- Killer Pussy 10 (2001)
- Killer Pussy 6 (2001)
- Killer Pussy 7 (2001)
- Killer Pussy 8 (2001)
- Killer Pussy 9 (2001)
- Labyrinth of the Senses (2001)
- Last Muse (2001)
- Nacho Vidal's Blowjob Impossible 1 (2001)
- Nacho Vidal's Blowjob Impossible 2 (2001)
- Nacho Vidal's Blowjob Impossible 3 (2001)
- Nacho: Latin Psycho 1 (2001)
- Naughty College School Girls 15 (2001)
- Over Anal-yzed (2001)
- Please Cum Inside Me 2 (2001)
- Private Life of Nikki Anderson (2001)
- Private Life of Silvia Saint (2001)
- Private XXX 13: Sexual Heat (2001)
- Private XXX 14: Cum With Me (2001)
- Real Female Orgasms 2 (2001)
- Rocco Ravishes Prague 3 (2001)
- Rocco Ravishes Prague 4 (2001)
- Rocco: Animal Trainer 4 (2001)
- Rocco: Animal Trainer 5 (2001)
- Rocco: Animal Trainer 6 (2001)
- Rocco's Reverse Gang Bang 1 (2001)
- Rocco's True Anal Stories 14 (2001)
- Rocco's True Anal Stories 15 (2001)
- Rocco's Way to Love (2001)
- Roma (2001)
- Runaway Butts 1 (2001)
- Runaway Butts 2 (2001)
- Runaway Butts 3 (2001)
- Service Animals 2 (2001)
- Sexx the Hard Way 1 (2001)
- Sodomania: Slop Shots 9 (2001)
- Tails of Perversity 8 (2001)
- Tera Patrick AKA Filthy Whore 2 (2001)
- Tropical Cock-Tale (2001)
- Viernes 13: XXL (2001)
- Virtualia 2: Final Truth (2001)
- Without Limits 1 (2001)
- 110% Natural 4 (2002)
- 18 and Nasty 30 (2002)
- Anal Addicts 10 (2002)
- Bachelorette (2002)
- Behind the Scenes 15 (2002)
- Buttman's Show Off Girls (2002)
- Chasin Tail 2 (2002)
- Chasin Tail 3 (2002)
- Cum Drippers 2 (2002)
- Cum Shot Starlets (2002)
- Faust: The Power of Sex (2002)
- Joey Silvera's New Girls 1 (2002)
- Killer Pussy 11 (2002)
- Killer Pussy 12 (2002)
- Killer Pussy 13 (2002)
- Killer Pussy 14 (2002)
- Killer Pussy 15 (2002)
- Layla the Oriental Vixen (2002)
- Little Lace Panties 4 (2002)
- Little White Chicks... Big Black Monster Dicks 15 (2002)
- Nacho Vidal's Blowjob Impossible 4 (2002)
- Nacho Vidal's Blowjob Impossible 5 (2002)
- Nacho: Latin Psycho 2 (2002)
- Naughty College School Girls 26 (2002)
- No Limits 1 (2002)
- No Limits 2 (2002)
- No Limits 3 (2002)
- Nothin' Butt Buttwoman (2002)
- On The Set With Tera Patrick (2002)
- Orgy World: The Next Level 2 (2002)
- Please Cum Inside Me 7 (2002)
- Private Life of Claudia Ricci (2002)
- Private Reality 12: Dangerous Girls (2002)
- Puritan Magazine 40 (2002)
- Pussy Foot'n 1 (2002)
- Rio Carnival Orgy 2 (2002)
- Rocco Super Motohard (2002)
- Rocco: Animal Trainer 10 (2002)
- Rocco's True Anal Stories 17 (2002)
- Service Animals 11 (2002)
- Sexx the Hard Way 2 (2002)
- Sexx the Hard Way 3 (2002)
- Sexx the Hard Way 4 (2002)
- Sexx the Hard Way 5 (2002)
- Sexx the Hard Way 6 (2002)
- Sexx the Hard Way 7 (2002)
- Sexx the Hard Way 8 (2002)
- Solo Per Le Tue Voglie (2002)
- Teen Dreams 1 (2002)
- Trial (2002)
- Two In The Seat 1 (2002)
- 110% Natural 5 (2003)
- Anal Trainer 1 (2003)
- Angelmania 4 (2003)
- Arma Rettale 1 (2003)
- Art Of Sex (2003)
- Ass Obsession (2003)
- Avy Scott AKA Filthy Whore (2003)
- Back 2 Evil 1 (2003)
- Bella Loves Jenna (2003)
- Best Ass in the World (2003)
- Best of Please (2003)
- Buttman's Bend Over Babes 6 (2003)
- College Invasion 1 (2003)
- Crazy Bullets (2003)
- Dream Cum Two (2003)
- Erotica XXX 1 (2003)
- Erotica XXX 2 (2003)
- Erotica XXX 3 (2003)
- Every Man's Fantasy 2: Just 18 (2003)
- Full Anal Access 3 (2003)
- Good Girls Doing Bad Things (2003)
- Hot Latin Pussy Adventures 28 (2003)
- I Love It Rough 1 (2003)
- Internal Cumbustion 1 (2003)
- It's Raining Tushy Girls (2003)
- Joey Silvera's New Girls 3 (2003)
- Killer Pussy 16 (2003)
- Killer Pussy 17 (2003)
- Monique's Sexaholics 1 (2003)
- Naughty College School Girls 29 (2003)
- No Limits 4 (2003)
- No Limits 5 (2003)
- One on One 1 (2003)
- One on One 2 (2003)
- Pickup Lines 75 (2003)
- Private Castings X 44 (2003)
- Private Life of Lea De Mae (2003)
- Private Life of Rita Faltoyano (2003)
- Rocco: Animal Trainer 13 (2003)
- Rocco's True Anal Stories 19 (2003)
- Runaway Butts 7 (2003)
- Search and Destroy 2 (2003)
- Seduced and Abandoned (2003)
- Serial Fucker 5 (2003)
- Sex Thriller (2003)
- Sex with Young Girls 2 (2003)
- Sexville (2003)
- She Male Domination Nation (2003)
- Sodomania 40 (2003)
- Spit Shined 1 (2003)
- Teen Dreams 4 (2003)
- Teen Tryouts Audition 25 (2003)
- Tits and Ass 3 (2003)
- Tits and Ass 4 (2003)
- Unleashed (2003)
- Young As They Cum 11 (2003)
- Addicted to Sex (2004)
- Adult Video News Awards 2004 (2004)
- Cum One Cum All 2 (2004)
- Enjoy 5 (2004)
- Evil Vault 1 (2004)
- Face Fuckers (2004)
- Hot Latin Pussy Adventures 36 (2004)
- Hot Latin Pussy Adventures 37 (2004)
- Hot Rats (2004)
- Ladies in Lust (2004)
- Nacho Vidal's Blowjob Impossible 6 (2004)
- Nacho Vidal's Hard Time She-Male (2004)
- Nuttin' Hunnies 1 (2004)
- Pickup Lines 83 (2004)
- Private Life of Mercedes (2004)
- Private Story Of Mia Stone (2004)
- Professianals 3 (2004)
- Rocco Meats Suzie (2004)
- Rocco: Animal Trainer 17 (2004)
- Rocco's Initiations 9 (2004)
- Rocco's True Anal Stories 23 (2004)
- Toxic (2004)
- Trans XXL (2004)
- Ariana Jollee Fucks The World (2005)
- Bacchanales (2005)
- Best of North Pole 2 (2005)
- Evil Vault 2 (2005)
- Jack's Playground 29 (2005)
- Motel Freaks (2005)
- Nasty Dreams (2005)
- Private Penthouse Greatest Moments 1 (2005)
- Private Penthouse Greatest Moments 3 (2005)
- Rocco Ravishes Ibiza 2 (2005)
- Rocco: Top of the World (2005)
- Voyeur's Best Anal Blonde Cocksuckers (2005)
- Voyeur's Favorite Blowjobs And Anals 9 (2005)
- Asstravaganza 2 (2006)
- Back 2 Evil 2 (2006)
- Bang Bang She Male: Ariana Jollee (2006)
- Boobstravaganza 2 (2006)
- Fashionistas Safado: The Challenge (2006)
- Let Me Breathe (2006)
- Nacho Rides Again (2006)
- Nacho Vidal is Fucking Belladonna (2006)
- Playing with Ariana Jollee 2 (2006)
- Rocco: Animal Trainer 21 (2006)
- Rocco's More Sluts in Ibiza (2006)
- Sextasis (2006)
- Ass Destroyers (2007)
- Cast 1 (2007)
- Did You Miss Me (2007)
- Fashionistas Safado: Berlin (2007)
- Hot Rats 2 (2007)
- I Dream of Jenna 2 (2007)
- I Love Asians 5 (2007)
- Monster Meat 2 (2007)
- Monster Meat 3 (2007)
- Room 666 (2007)
- Young Girls With Big Tits 1 (2007)
- Casino No Limit (2008)
- Cast 2 (2008)
- Defend Our Porn (2008)
- In Command (2008)
- Made in Brazil 1 (2008)
- Made in Xspana 1 (2008)
- Made in Xspana 2 (2008)
- Melissa Pure Sex (2008)
- Monster Meat 6 (2008)
- She's Cumming 1 (2008)
- Story of Megane (2008)
- Latin Ass (2009)
- Made in Brazil 2 (2009)
- Made in Brazil 3 (2009)
- Made in Brazil 4 (2009)
- Made in Xspana 3 (2009)
- Monster Cock She-Males 1 (2009)
- Nikita Loves Jenna (2009)
- Nurse (2009)
- Pornochic 17: Tarra (2009)
- Pornochic 18: Aletta (2009)
- Rocco's Lost Movie (2009)
- Story of Jade (2009)
- Whore House (2009)
- Big Boobs Power (2010)
- Colombian Teens 1 (2010)
- Colombian Teens 2 (2010)
- Colombian Teens 3 (2010)
- Crazy For Cock (2010)
- Made in Xspana 4 (2010)
- Pornochic 19: Jade (2010)
- Spanish Freak (2010)
- Anal Buffet 7 (2011)
- Anal Delights 2 (2011)
- Asa Akira Is Insatiable 2 (2011)
- Ass Worship 13 (2011)
- Crib (2011)
- Cumming Straight from the Underground (2011)
- Gracie Glam: Lust (2011)
- Hard Bodies (2011)
- High Heels and Panties 1 (2011)
- Home Wrecker 1 (2011)
- Jenna Is Timeless (2011)
- Kelly Divine Is Buttwoman (2011)
- Lusty in Lingerie (2011)
- Made in Colombia (2011)
- Made in Xspana 5 (2011)
- Made in Xspana 6 (2011)
- Made in Xspana 7 (2011)
- Made in Xspana 8 (2011)
- Nacho Invades America 1 (2011)
- Nacho Vidal Back 2 USA (2011)
- Nacho Vidal vs Live Gonzo (2011)
- Nacho Vidal's Pussy Punch-In (2011)
- Nacho vs Franceska Jaimes (2011)
- Oil Overload 5 (2011)
- Please Don't Spoil The Movie (2011)
- Sex and Submission 15358 (2011)
- Shut Up and Fuck (2011)
- Starstruck 1 (2011)
- Teacher's Pet 2 (2011)
- Wasted (2011)
- Alexis Ford Darkside (2012)
- All Internal 18 (2012)
- Anal Boot Camp (2012)
- Asa Akira To the Limit (2012)
- Asian Anal Assault (2012)
- Babysitter Diaries 8 (2012)
- Big Butt All Stars Brazil: Lorena (2012)
- Cooking With Kayden Kross (2012)
- Dark Tales From Europe: Fight Club (2012)
- Dark Tales from Europe: The Cage (2012)
- Follow Me 1 (2012)
- Follow Me 2 (2012)
- Fucking Tour (2012)
- Have Fun (2012)
- High Class Ass 2 (2012)
- Home Wrecker 2 (2012)
- Home Wrecker 3 (2012)
- Home Wrecker 4 (2012)
- In My Room 1 (2012)
- In My Room 2 (2012)
- Internal Investigation (2012)
- Made in USA 1 (2012)
- Made in USA 2 (2012)
- Nacho Invades America 2 (2012)
- Pornstars Like It Big 15 (2012)
- Pornstars Punishment 5 (2012)
- Public Disgrace 18818 (2012)
- Retribution (2012)
- Self Pic (2012)
- Sex and Submission 18977 (2012)
- Sex and Submission 18978 (2012)
- Sexcapades (2012)
- Sexual Messiah 1 (2012)
- Sexual Messiah 2 (2012)
- Sexual Tension: Raw and Uncut (2012)
- Sexy Selena Rose (2012)
- She Likes Big Dick (2012)
- Skip Trace 2 (2012)
- Spartacus MMXII: The Beginning (2012)
- Sweet and Natural (2012)
- Teacher's Pet 3 (2012)
- Teacher's Pet 4 (2012)
- Turn-On (2012)
- Big Dick Brother 1 (2013)
- Big Dick Brother 2 (2013)
- Big Dick Brother 3 (2013)
- Creeping In The Back Door (2013)
- Fuck Yeeaaah (2013)
- Fucking Castings (2013)
- Hot Fucks (2013)
- In My Room 3 (2013)
- It's An Asian Thing (2013)
- My Daughter's Hairy Pussy (2013)
- Newlywed Game XXX: A Porn Parody (2013)
- Panty Raiders (2013)
- Party House (2013)
- Party Like A Porn Star (2013)
- Real Female Orgasms 16 (2013)
- Stable Whores (2013)
- White House (2013)
- Fucking Nacho (2014)
- Nacho Vidal Loves Franceska Jaimes (2014)
- Room Service (2014)
- Suck Ass (2014)

### Regista
- Killer Pussy 1 (2000)
- Killer Pussy 2 (2000)
- Killer Pussy 3 (2000)
- Killer Pussy 4 (2000)
- Killer Pussy 5 (2000)
- Pornological 5 (2000)
- Killer Pussy 10 (2001)
- Killer Pussy 6 (2001)
- Killer Pussy 7 (2001)
- Killer Pussy 8 (2001)
- Killer Pussy 9 (2001)
- Nacho Vidal's Blowjob Impossible 1 (2001)
- Nacho Vidal's Blowjob Impossible 2 (2001)
- Nacho Vidal's Blowjob Impossible 3 (2001)
- Nacho: Latin Psycho 1 (2001)
- Killer Pussy 11 (2002)
- Killer Pussy 12 (2002)
- Killer Pussy 13 (2002)
- Killer Pussy 14 (2002)
- Killer Pussy 15 (2002)
- Little White Chicks... Big Black Monster Dicks 15 (2002)
- Nacho Vidal's Blowjob Impossible 4 (2002)
- Nacho Vidal's Blowjob Impossible 5 (2002)
- Nacho: Latin Psycho 2 (2002)
- No Limits 1 (2002)
- No Limits 2 (2002)
- No Limits 3 (2002)
- Sexx the Hard Way 2 (2002)
- Sexx the Hard Way 3 (2002)
- Sexx the Hard Way 4 (2002)
- Sexx the Hard Way 5 (2002)
- Sexx the Hard Way 6 (2002)
- Sexx the Hard Way 7 (2002)
- Sexx the Hard Way 8 (2002)
- Sexx the Hard Way 9 (2002)
- 110% Natural 5 (2003)
- Ass Obsession (2003)
- Back 2 Evil 1 (2003)
- Dream Cum Two (2003)
- Killer Pussy 16 (2003)
- Killer Pussy 17 (2003)
- No Limits 4 (2003)
- No Limits 5 (2003)
- Sex Thriller (2003)
- Sexx the Hard Way 10 (2003)
- She Male Domination Nation (2003)
- Unleashed (2003)
- Bang Bang Breakin' The Law (2004)
- Face Fuckers (2004)
- Nacho Vidal's Blowjob Impossible 6 (2004)
- Nacho Vidal's Hard Time She-Male (2004)
- She Plays With Her Cock (2004)
- She Said Blow Me 1 (2004)
- She Said Blow Me 2 (2004)
- She Said Blow Me and She Meant It 1 (2004)
- She Said Blow Me and She Meant It 2 (2004)
- Trans XXL (2004)
- Bang Bang She Male (2005)
- House of She Males 1 (2005)
- House of She Males 2 (2005)
- She Said Blow Me 3 (2005)
- She Said Blow Me 5 (2005)
- She Said Blow Me And She Meant It 3 (2005)
- She Said Blow Me and She Meant It 4 (2005)
- She-Male Predator (2005)
- Back 2 Evil 2 (2006)
- Bang Bang She Male: Ariana Jollee (2006)
- House of She Males 3 (2006)
- House of She Males 4 (2006)
- Let Me Breathe (2006)
- Nacho Rides Again (2006)
- Nacho Vidal is Fucking Belladonna (2006)
- She Said Blow Me 6 (2006)
- She Said Blow Me 7 (2006)
- Ass Destroyers (2007)
- Cast 1 (2007)
- Culetti Rossi (2007)
- House of She Males 5 (2007)
- House of She Males 6 (2007)
- House of She Males 7 (2007)
- House of She Males 8 (2007)
- Mission: Transsexual (2007)
- Room 666 (2007)
- Cast 2 (2008)
- Defend Our Porn (2008)
- Fucking She-Males 1 (2008)
- Fucking She-Males 2 (2008)
- Fucking She-Males 3 (2008)
- House of She Males 10 (2008)
- House of She Males 9 (2008)
- Made in Brazil 1 (2008)
- Made in Xspana 1 (2008)
- Made in Xspana 2 (2008)
- Fucking She-Males 4 (2009)
- Fucking She-Males 5 (2009)
- Fucking She-Males 6 (2009)
- House of She Males 11 (2009)
- House of She Males 12 (2009)
- House of She Males 13 (2009)
- House of She Males 14 (2009)
- House of She Males In Thailand (2009)
- Made in Brazil 2 (2009)
- Made in Brazil 3 (2009)
- Made in Brazil 4 (2009)
- Made in Xspana 3 (2009)
- She Said Blow Me 8 (2009)
- Whore House (2009)
- Colombian Teens 1 (2010)
- Colombian Teens 2 (2010)
- Colombian Teens 3 (2010)
- Made in Xspana 4 (2010)
- Spanish Freak (2010)
- Made in Colombia (2011)
- Made in Xspana 5 (2011)
- Made in Xspana 6 (2011)
- Made in Xspana 7 (2011)
- Made in Xspana 8 (2011)
- Monster Cock She-Males 2 (2011)
- Nacho Vidal Back 2 USA (2011)
- Nacho vs Franceska Jaimes (2011)
- Dark Tales From Europe: Bathroom Tales (2012)
- Dark Tales From Europe: Fight Club (2012)
- Dark Tales From Europe: The Bathroom (2012)
- Dark Tales from Europe: The Cage (2012)
- Follow Me 1 (2012)
- Follow Me 2 (2012)
- Fucking Tour (2012)
- Have Fun (2012)
- In My Room 1 (2012)
- In My Room 2 (2012)
- Made in USA 1 (2012)
- Made in USA 2 (2012)
- Big Dick Brother 1 (2013)
- Big Dick Brother 2 (2013)
- Big Dick Brother 3 (2013)
- Fuck Yeeaaah (2013)
- Fucking Castings (2013)
- In My Room 3 (2013)
- Party House (2013)
- Stable Whores (2013)
- White House (2013)
- Fucking Nacho (2014)
- Nacho Vidal Loves Franceska Jaimes (2014)
- Room Service (2014)
- Suck Ass (2014)

## Riconoscimenti
- AVN Awards
  - 2000 – Best Sex Scene In A Foreign Release per When Rocco Meats Kelly 2: In Barcelona con Rocco Siffredi, Kelly Stafford e Alba Dea Monte[14]
  - 2001 – Best Sex Scene In A Foreign Shot Production per Buttman's Anal Divas con Jazmine e Isabella[15]
  - 2004 – Best Couples Sex Scene (video) in Back 2 Evil con Belladonna[16]
  - 2004 – Best Group Sex Scene (video) in Back 2 Evil con Ashley Long, Julie Night e Manuel Ferrara[17]
  - 2004 – Best Transsexual Release per She-Male Domination Nation[18]
  - 2012 – Best Anal Sex Scene (film) per Asa Akira Is Insatiable 2 con Asa Akira[19]
  - 2012 – Best Three-Way Sex Scene G/G/B per Ass Workship 13 con Jada Stevens e Kristina Rose[20]
  - 2013 – Best Boy/Girl Scene per Alexis Ford Darkside con Alexis Ford[21]
  - 2017 – Best Director - Foreign Non-Feature per Nacho Loves Nekane[22]
- XBIZ Awards
  - 2012 – Foreign Male Performer Of The Year[23]
  - 2013 – Best Scene - Gonzo/Non-Feature Release per Nacho Invades America 2 con Chanel Preston[24]
- XRCO Award
  - 2000 – Best Anal Or D.P. Scene When Rocco Meats Kelly 2: In Barcelona con Rocco Siffredi, Kelly Stafford e Alba Dea Monte[25]
  - 2001 – Best Male-Female Sex Scene per Xxxtreme Fantasies Of Jewel De'nyle con Jewel De'Nyle[26]
  - 2001 – Best Threeway Sex Scene per Please 9: Sex Warz con Lynn Stone e Jessica Fiorentino[27]